# Вестборо (переписна місцевість, Вісконсин )
Вестборо (англ. Westboro) — переписна місцевість (CDP) в США, в окрузі Тейлор штату Вісконсин. Населення — 213 особи (2020).

## Географія
Вестборо розташоване за координатами 45°21′39″ пн. ш. 90°17′36″ зх. д. / 45.36083° пн. ш. 90.29333° зх. д. (45.360796, -90.293396).  За даними Бюро перепису населення США в 2010 році переписна місцевість мала площу 4,78 км², уся площа — суходіл.

## Демографія
Згідно з переписом 2010 року, у переписній місцевості мешкало 190 осіб у 82 домогосподарствах у складі 51 родини. Густота населення становила 40 осіб/км².  Було 94 помешкання (20/км²).
Расовий склад населення:
| - 99,5 % — білих |

До двох чи більше рас належало 0,5 %. Частка іспаномовних становила 2,1 % від усіх жителів.
За віковим діапазоном населення розподілялося таким чином: 22,6 % — особи молодші 18 років, 64,2 % — особи у віці 18—64 років, 13,2 % — особи у віці 65 років та старші. Медіана віку мешканця становила 39,0 року. На 100 осіб жіночої статі у переписній місцевості припадало 106,5 чоловіків;  на 100 жінок у віці від 18 років та старших — 116,2 чоловіків також старших 18 років.
Середній дохід на одне домашнє господарство  становив 51 693 долари США (медіана — 50 000), а середній дохід на одну сім'ю — 55 662 долари (медіана — 55 625). За межею бідності перебувало 17,1 % осіб, у тому числі 32,1 % дітей у віці до 18 років та 20,7 % осіб у віці 65 років та старших.
Цивільне працевлаштоване населення становило 90 осіб. Основні галузі зайнятості: виробництво — 30,0 %, освіта, охорона здоров'я та соціальна допомога — 24,4 %, будівництво — 18,9 %.